# مسجد جامع عقدا
مسجد جامع عقدا مربوط به دوره قاجار -قرن ۹ ه.ق است و در شهرستان اردکان، بخش عقداء، مجاورت حسینیه واقع شده و این اثر در تاریخ ۸ اسفند ۱۳۷۷ با شمارهٔ ثبت ۲۲۷۸ به‌عنوان یکی از آثار ملی ایران به ثبت رسیده است.